# Silba callida
Silba callida är en tvåvingeart som beskrevs av Mcalpine 1964. Silba callida ingår i släktet Silba och familjen stjärtflugor. Inga underarter finns listade i Catalogue of Life.